# Diego Romero Lanz
Diego Romero Lanz (Florida, 2 marzo 2000) è un calciatore uruguaiano, centrocampista del Nacional in prestito dal Dep. Maldonado.

## Carriera
Cresciuto nel settore giovanile del Boston River, debutta in prima squadra il 18 gennaio 2021 in occasione del match di Primera División Profesional contro il Dep. Maldonado dove segna la rete del definitivo 5-0.

## Statistiche
Statistiche aggiornate all'8 febbraio 2021.

### Presenze e reti nei club
| Stagione        | Squadra         | Campionato      | Campionato | Campionato | Coppe nazionali | Coppe nazionali | Coppe nazionali | Coppe continentali | Coppe continentali | Coppe continentali | Altre coppe | Altre coppe | Altre coppe | Totale | Totale | Totale |
| Stagione        | Squadra         | Comp            | Pres       | Reti       | Comp            | Pres            | Reti            | Comp               | Pres               | Reti               | Comp        | Pres        | Reti        | Pres   | Reti   |        |
| --------------- | --------------- | --------------- | ---------- | ---------- | --------------- | --------------- | --------------- | ------------------ | ------------------ | ------------------ | ----------- | ----------- | ----------- | ------ | ------ | ------ |
| 2020            | Boston River    | PD              | 5          | 1          |                 | -               | -               |                    | -                  | -                  |             | -           | -           | 5      | 1      |        |
| Totale carriera | Totale carriera | Totale carriera | 5          | 1          |                 | -               | -               |                    | -                  | -                  |             | -           | -           | 5      | 1      |        |